# Cucerirea Siberiei de căre ruși
Cucerirea Siberiei de către ruși s-a desfășurat de-a lungul secolelor al XVI-lea și al XVII-lea, o perioadă în care Hanatul Siberiei s-a transformat treptat într-o structură slabă de entități statale vasale, care au fost continuu subminate de activitățile exploratorilor ruși. Deși s-au aflat în majoritatea cazurilor în inferioritatea numerică, rușii au reușit să facă presiuni asupra triburilor organizate pe baze familiale să își schimbe loialitățile. De asemenea, rușii au înființat forturi aflate la mare depărtare, de unde au organizat raiduri de cucerire. Pentru contracararea acestor acțiuni, Küçüm Han a încercat să-și centralizeze guvernarea, să impună Islamul supușilor săi și să reformeze sistemul de colectarea a taxelor.

## Cucerirea Hanatului Siberiei

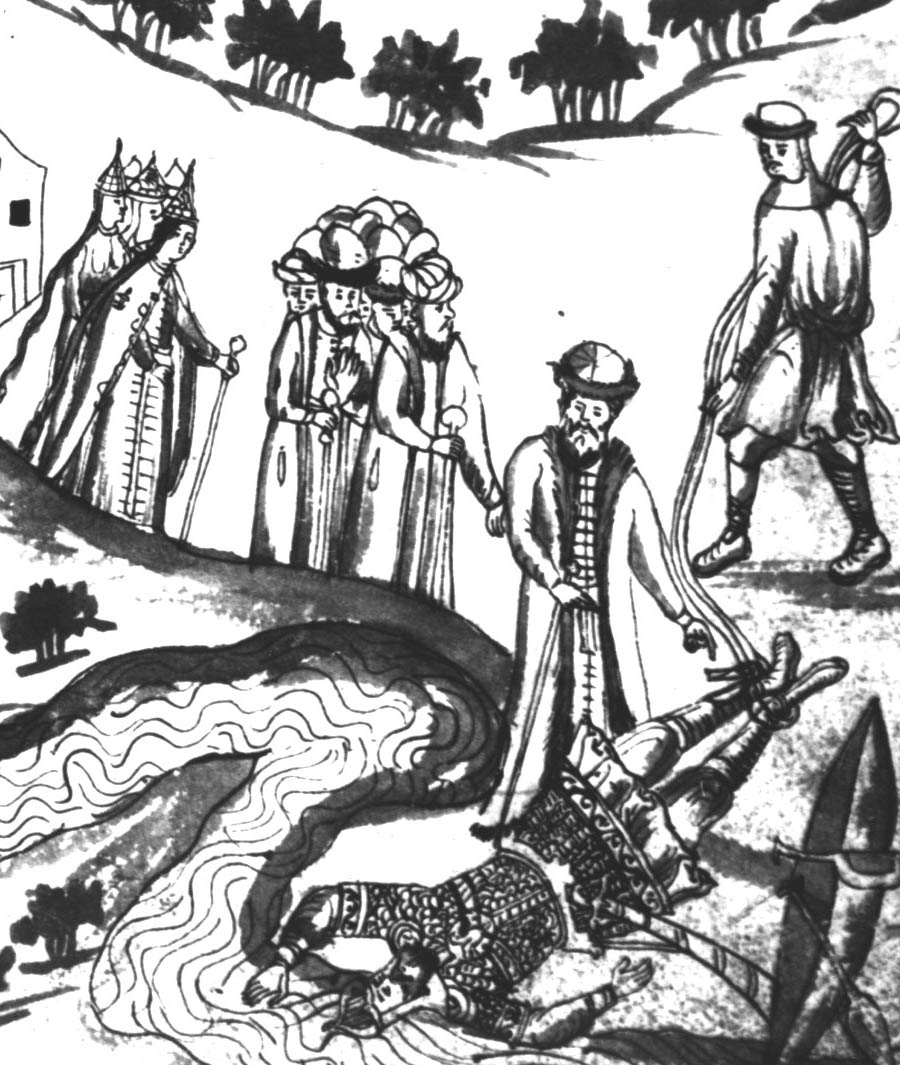
Tătarul Iakiș scoate trupul lui Yermak din râu, ilustrație din Letopisețul lui Remezov

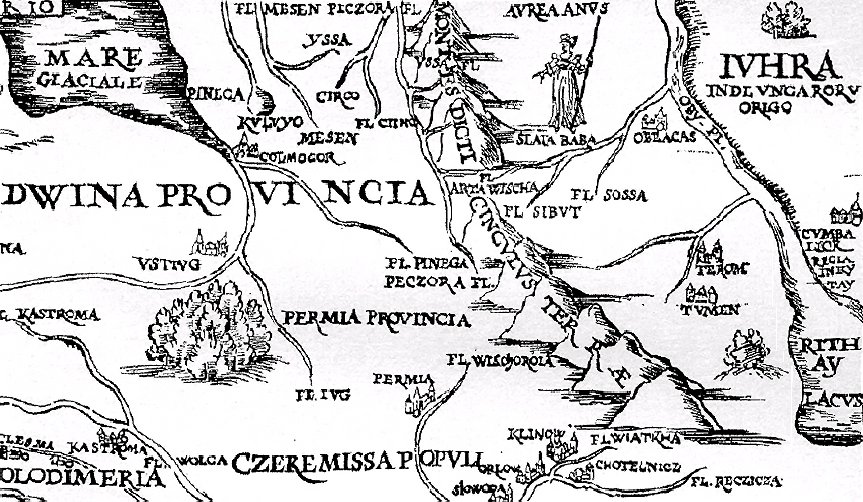
O hartă din 1549 a regiunii. În colțul din dreapta-sus este Iugra, teritoriul popoarelor ugrice)

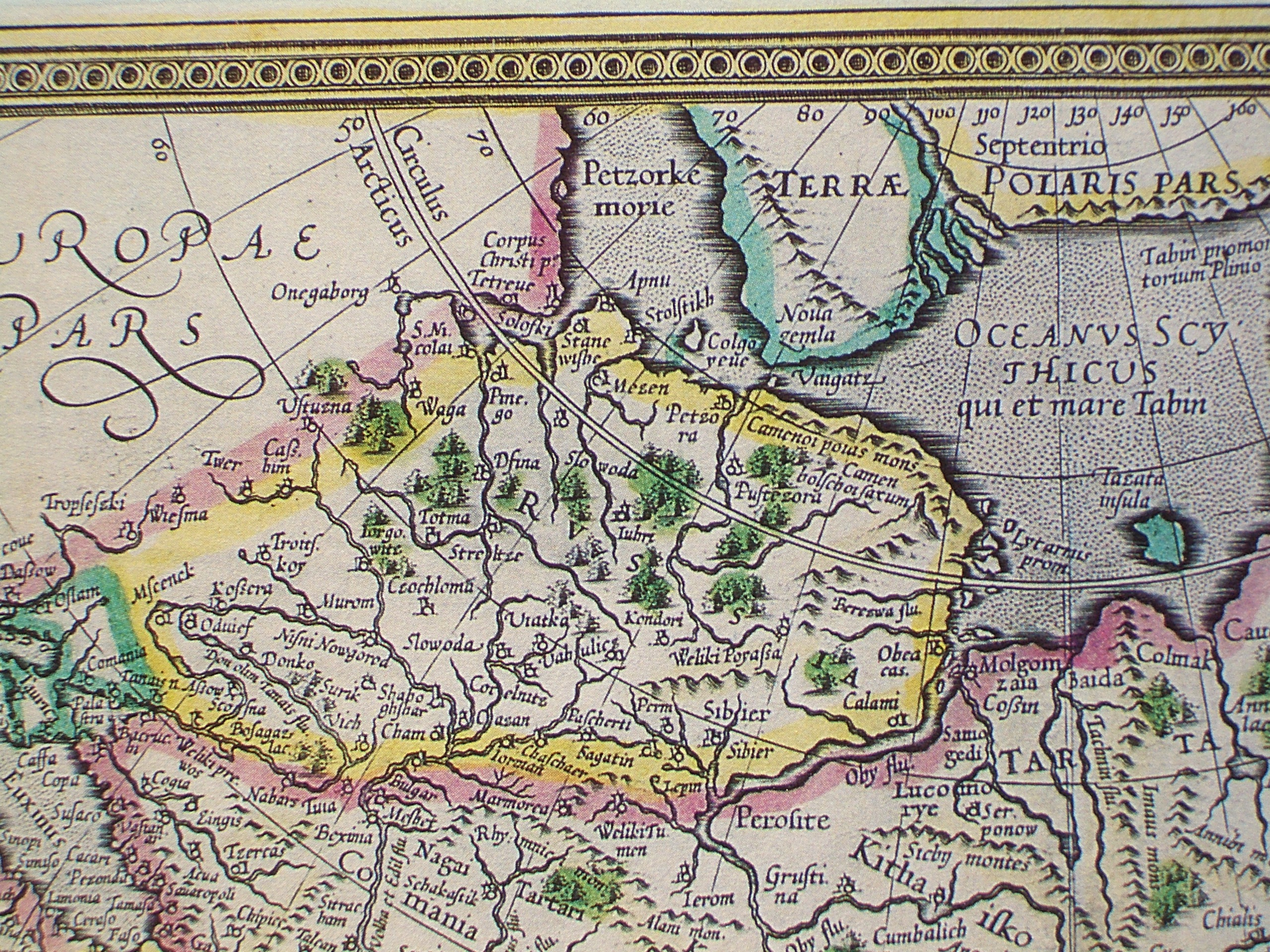
Harta a Rusiei din 1595 (cu frontierele galbene)

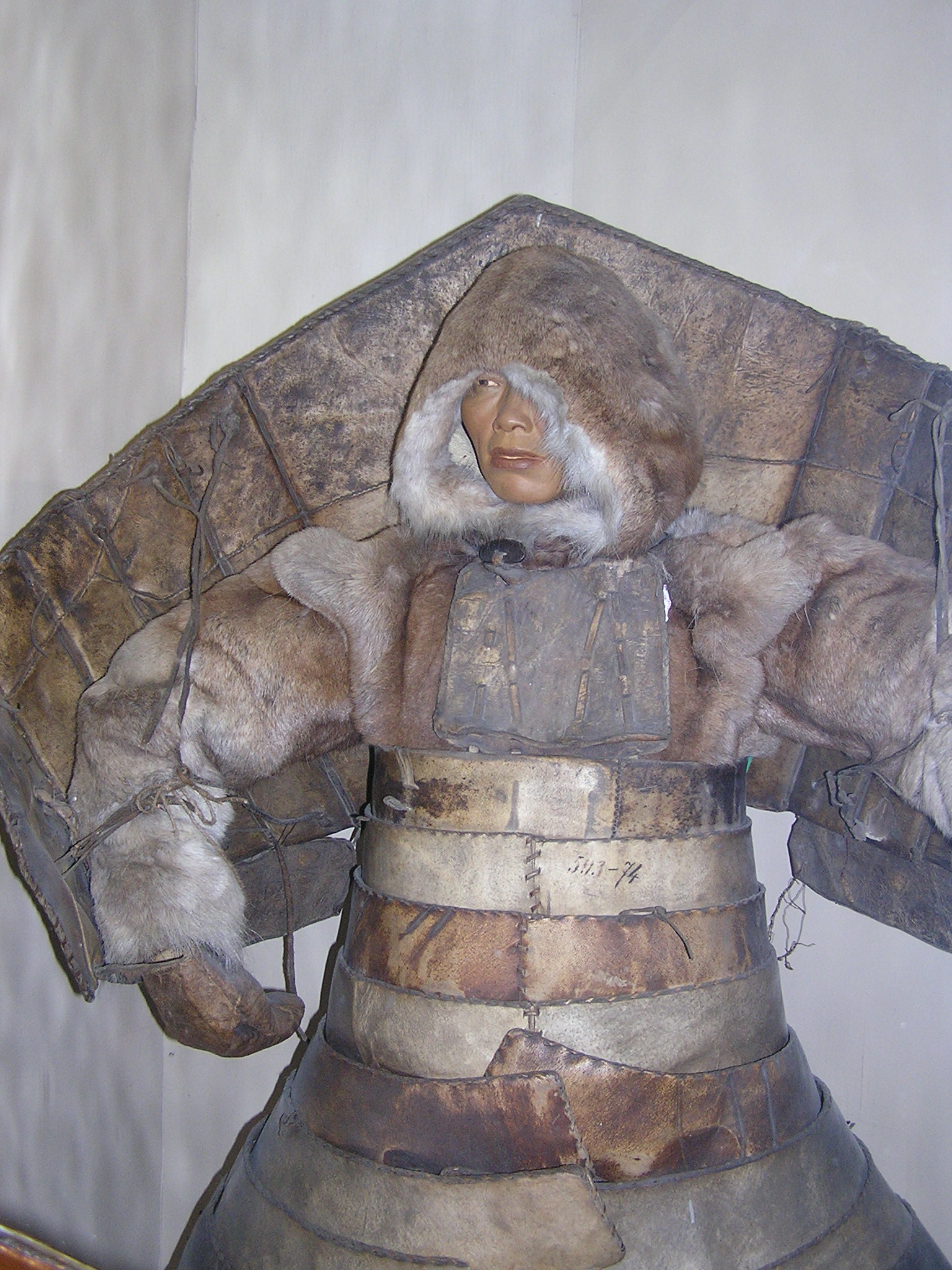
Armură lamelară din piele tăbăcită, întărită cu bucăți de lemn și os, folosită de ciuci și aleutini

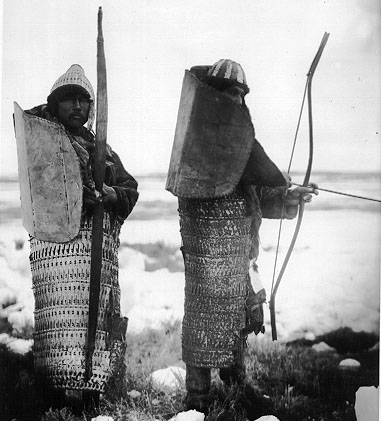
Armură lamelară (începtul secolului al XX-lea)) purtată de koriaki

Cucerirea Siberiei de către ruși a început în iulie 1580, când aproximativ 540 de cazaci comandați de Ermak Timofeevici a invadat pământurile  tribului Mansi, supușii hanului Siberiei, Küçüm. Rușii erau însoțiți de 300 de sclavi lituanieni și germani, pe care familia Stroganov îi cumpărase de la țar. În anul 1581, această forță a traversat teritoriul dintre cursul fluviului Peciora și Munții Ural și au supus localitățile locuite de mansi și ostiaki. În același an, rușii au luat prizonier și un colector de taxe al lui Küçüm.
După o serie de raiduri ale tătarilor ca represalii la acțiunile rușilor, forțele lui Yermak s-au pregătit pentru o campanie de cucerire a capitalei hanatului, Qașliq. Forța expediționară s-a îmbarcat în mai 1582. După o luptă de trei zile pe malurile fluviului  Irtîș, Ermak a ieșit victorios împotriva forțelor combinate ale lui Küçüm Han și a altor șase principi tătari aliați. Pe 29 iunie, tătări i-au atacat din nou pe cazaci, dar au fost respinși. 
În toată luna septembrie 1582, hanul a adunat forțe pentru apărarea Qașliqului. A fost formată o hoardă a tătarilor siberieni, vogulilor și ostiakilor,  care a fost masată pe malurile Irtîșului,  la Capul Ciuvaș, unde sperau să îi învingă pe invadatori. Pe 1 octombrie, cazacii au încercat fără succes să ia cu asalt fortificațiile tătarilor de la Capul Ciuvaș. Pe 23 octombrie, când cazacii încercau pentru a patra oară să i-a cu asalt pozițiile tătarilor, aceștia din urmă au contraatacat. Peste o sută de cazaci au fost uciși, dar tirul concentrat al armelor de foc i-a forțat pe tătari să se retragă, tunurile lor fiind capturate inamici. Forțele hanului s-au retras, iar Ermak a intrat în Qașliq pe 26 octombrie.
Küçüm Han s-a retras în stepe și a început să își creeze o nouă armată. Hanul l-a atacat prin surprindere pe Ermak pe 6 august 1584 la miezul nopții și a provocat o înfrângere grea cazacilor. Soarta lui Ermak este încă subiect de dezbateri în lumea istoricilor, versiunea acceptată deocamdată este că liderul cazac s-a înecat în timpul traversării unui afluent al Irtîșului, datorită greutății cămășii de zale pe care o purta. Resturile armatei cazacilor s-au retras din Qașliq, nu înainte însă să distrugă orașul. În 1586, rușii au reluat atacurile împotriva tătărilor, după ce în prealabil au reușit să supună triburile hanti și mansi. Cazacii au înființat o fortăreață la Tiumen în vecinătatea ruinelor orașului Qașliq. 
Triburile tătarilor care erau credincioase lui Küçüm Han au suferit de la mai multe atacuri ale rușilor între 1584-1595. În ciuda faptului că rușii au încercat de mai multe ori să îl captureze, Küçüm Han nu va a fost prins. În cele din urmă, Küçüm a fost învins într-o bătălie de pe malurile fluviului Obi. În timpul luptelor, familia hanului a fost capturată de ruși, dar Küçüm Han a reușit din nou să scape. Rușii au luat membrii familiei lui Küçüm la Moscova, unde au fost ținuți ca ostatici. Descendenții familiei hanului au primit titlul țarevici și cnezi Simbirski. Familia Simbirski s-a stins la sfârșitul secolului al XIX-lea.
Deși hanul a reușit să scape, capturarea familiei sale a pus capăt activității politice și militare a lui Küçüm, care s-a retras în teritoriile pe care le controlau nogaii în sudul Siberiei. El a luat legătura cu țarul, căruia i-a cerut să îi permită să controleze ca fief personal o mică regiune de malul Irtîșului. Cererea hanului a fost respinsă, țarul propunându-i în schimb lui Küçüm să vină la Moscova, unde să se bucure de avantajele intrării în serviciul rușilor. Hanul, acum un om în vârstă, nu a vrut să sufere o asemenea umilință și a preferat să rămână în regiunile în care se putea mișca în libertate. Spre sfârșitul vieții, el s-a stabilit la Buhara, unde a murit bătrân și orb în anul 1605. 

## Cucerirea și exploatarea Siberiei

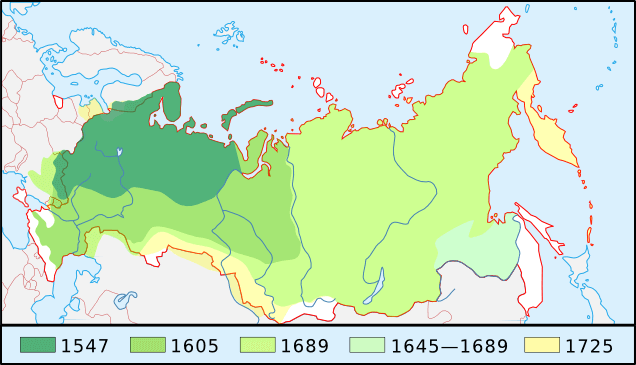
Creșterea teritorială a Rusiei

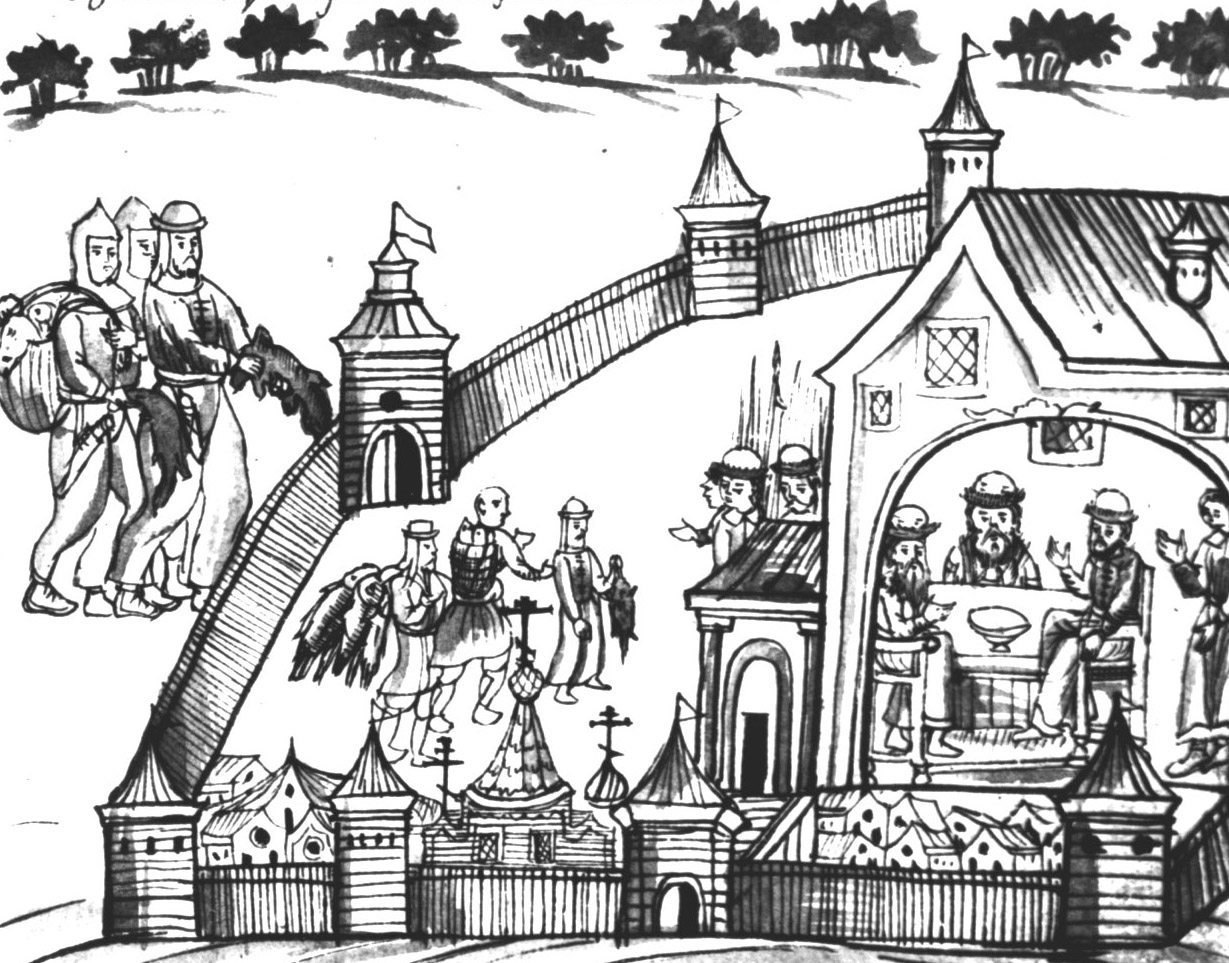
Voevozii moscoviți în fortăreața nou construită Tiumen, din Letopisețul lui Remezov.

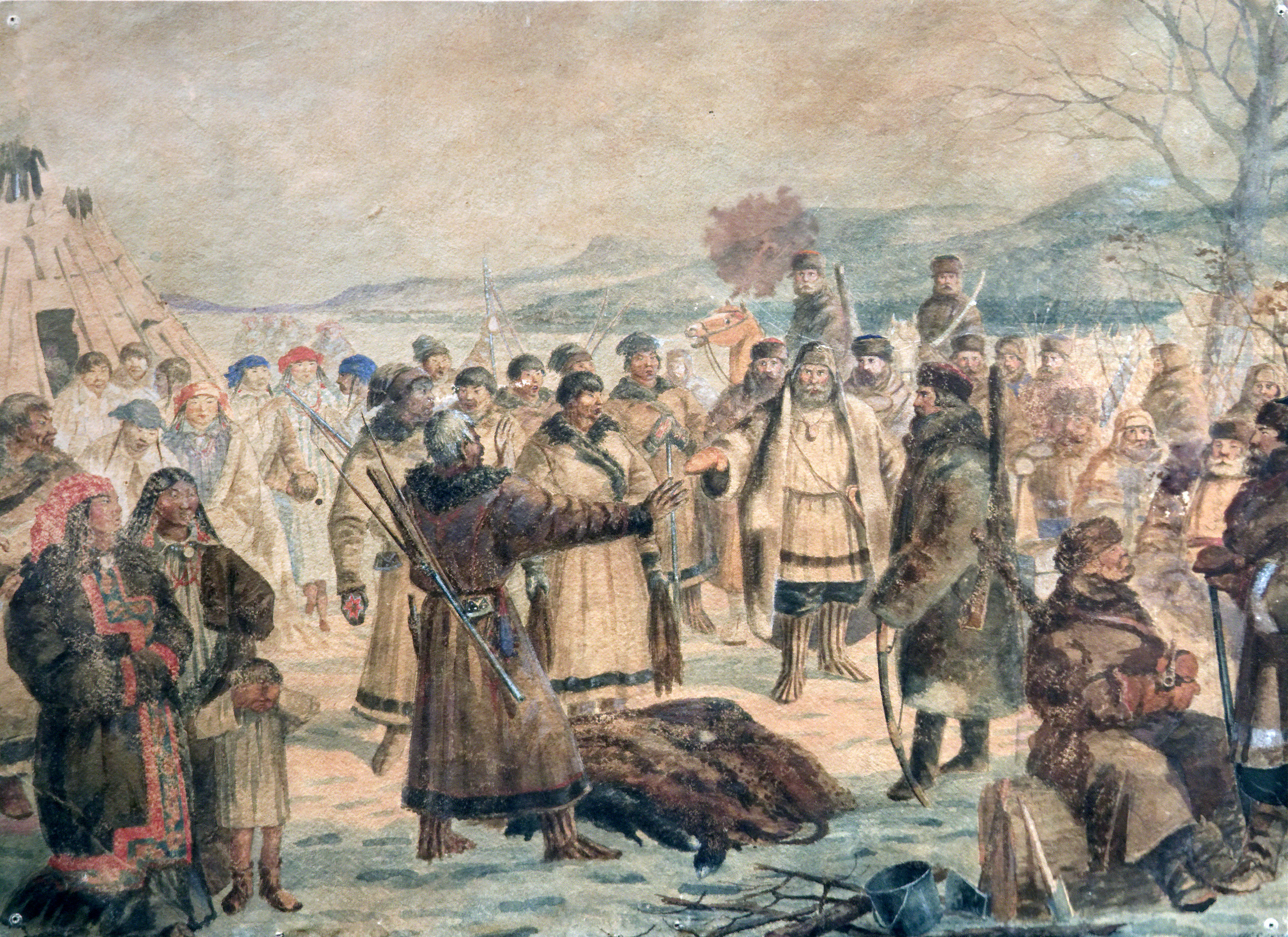
Cazacii din Gubernia Eniseisk primesc tributul în blănuri (iasak)

Pentru ca să controleze populația băștinașă și să colecteze tributul în blănuri (iasak), rușii au contruit o serie de avanposturi (zimovie) și forturi  (ostroguri) la confluența râurilor mari sau la intersecția drumurilor importante. Primele astfel de avanposturi au fost Tiumen, fondat în 1586 de Vasili Sukin și Ivan Miasnoi, și Tobolsk, construit în anul următor de Danilo Ciulkov. Tobolsk would become the nerve center of the conquest. 
În nord, au fost construite Berezovo (1593) și Mangazeia (1600) ca să îi controleze pe neneți, iar în est au fost ridicate Surgut (1594) și Tara (1594) pentru protecția Tobolskului și pentru contolarea  tribului hanti. Dintre acestea, Mangazeia a fost cea mai importantă așezare, devenind baza de plecare pentru noi exploarări spre răsărit.
Rușii și-au continuat înaintarea spre este, de-a lungl fluviului Obi și a afluenților acestuia și au ridicat fortificațiile Kețk (1602) și Tomsk (1604). Soldații-exploratori din Ketsk (cлужащие люди slujașcie) au ajuns la valea  Enisei în 1605 și au navigat în aval până pe Sîm. Doi ani mai târziu negustorii din Mangazeia au navigat pe Turuhan până la  vărsarea în Enisei, where they established the zimovie Turukhansk. By 1610 men from Turukhansk had reached the mouth of the Enisei and ascended it as far as the Sym, where they met rival tribute collectors from Ketsk. To ensure subjugation of the natives, the ostrogs of Yeniseysk (1619) and Krasnoyarsk (1628) were established.
Diupă moartea hanului și dispariția oricărei rezistențe organizate a siberienilor, rușii au înaintat la început spre   Lacul Baikal după care spre Marea Ohoțk și fluviul Amur. Cu toate acestea, când au ajuns pentru prima dată la granița cu China, au întâlnit popoare care erau echipate cu piese de artilerie și și-au oprit înaintarea.

Rușii au ajuns la Oceanul Pacific în 1639. După cucerirea Hanatului Siberiei (1598), tot nordul Asiei – o regiune cu mult mai mare decât teritoriul hanatului – a devenit cunoscut cu „Siberia” și, până în 1640, frontierele estice al Rusiei s-au extins cu mai mult milioane de kilometri pătrați. Dintr-un anumit punct de vedere, hanatul supraviețuit odată cu apariția titlului „Țar al Siberiei’’, care a devenit parte a denumirii oficiale a monarhilor Rusiei. 

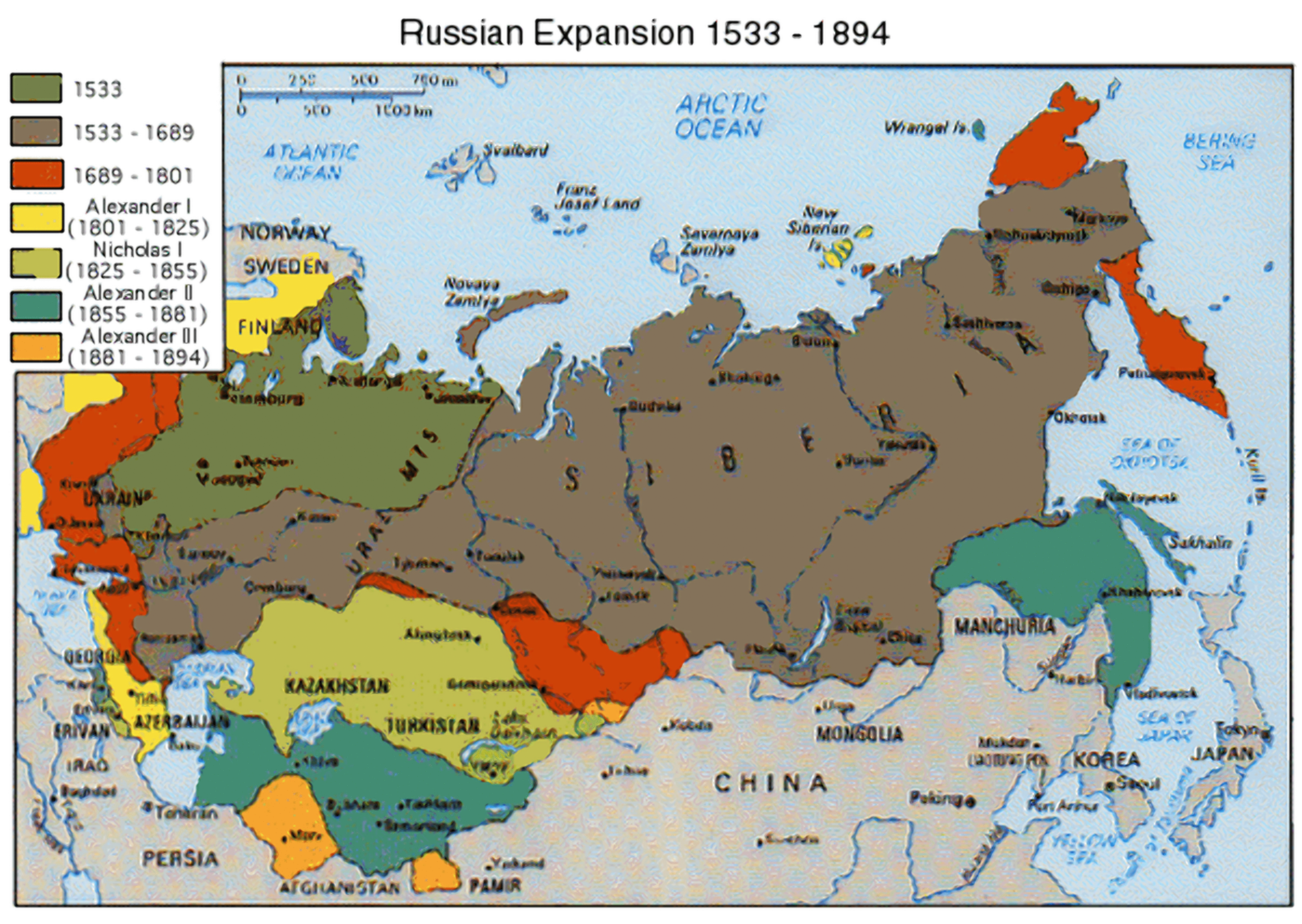
Harta evoluției Rusiei din 1533 până 1896

Cucerirea Siberiei a avut de asemenea ca rezultat răspândirea bolilor. Istoricul  John F. Richards a afirmat: 
„... este discutabil dacă populația siberiană modernă timpurie a depășit 300.000 de persoane ... Noile boli au slăbit și a demoralizat popoarele indigene din Siberia. Cea mai rea dintre acestea a fost variola din cauza răspândirii sale rapide, a ratelor de deces ridicate și a desfigurării permanente a supraviețuitorilor... Variola a ajuns pentru prima oară în Siberia apuseană în 1630. În anii 1650, boala s-a mutat la răsărit de Enisei, unde a răpus până la 80% din populația tungusă și yakută. În anii 1690, epidemia de variolă a redus numărul yukaghirilor cu aproximativ 44%. Boala a traversat rapid de la un grup la altul de-a lungul Siberiei. Ratele de deces în epidemii au ajuns 50% din populație. Flagelul a revenit la intervale de douăzeci – treizeci de ani, cu rezultate îngrozitoare în rândul tinerilor.”

### Pierderile populației indigene
La sosirea într-o zonă ocupată de un trib de indigeni, cazacii inițiau negocieri de pace, propunând  băștinașilor să se supună țarului alb și să plătească yasakul, dar aceste negocieri nu s-au încheiat întotdeauna cu succes. Când negocierile erau respinse, cazacii alegeau să răspundă prin folosirea forței. Lideri ai cazacilor precum Vasilii Poiarkov în 1645 sau Erofei Habarov în 1650 au condus atacuri sângeroase asupra unor triburi. În cazul tribului daur, din cei aproximativ 20.000 de membri  din Kamceatka, după doar o jumătate de secol de la cucerirea rusă mai rămăseseră dar 8.000 de oameni.  Daurii și-au părăsit la început satele, de vreme ce auziseră zvonuri despre cruzimea rușilor atunci când Habarov a venit pentru prima oară în regiune. Atunci când Habarov a revenit, daurii au hotărât să lupte împotriva rușilor, preferând să moară în luptă în loc să fie pur și simplu măcelăriți de armele de foc ale cazacilor. În secolul al XVII-lea, popoarele din regiunea Amurului au fost atacați de rușii pe care indigenii i-au poreclit „bărbile roșii”.
În deceniul al cincilea al secolului al XVII-lea, iakuții au fost ținta unor atacuri violente în timpul înaintării rușilor în ținuturile de-a lungul fluviului Lena. La sfârșitul aceluiași secol, koriakii, kamciadalii și ciukci  din Kamciatka au fost de asemenea victimele atacurilor rușilor, după cum afirmă istoricul Stephen Shenfield. Când rușii nu au obținut numărul pretins de blănuri din partea băștinașilor, guvernatorul din Yakutsk, Piotr Golovin, el însuși un cazac, a folosit cârlige de măcelărie ca să îi spânzure pe localnici. În bazinul fluviului Lena, în 40 de ani, populația iakută a scăzut cu 70%. Violurile și înrobirea au fost folosite împotriva femeilor și copiiilor indigeni pentru ca să îi forțeze pe bărbați să plătească tributul în blănuri.
În Kamciatka, rușii au zdrobit rebeliunile itelmenilor din 1706, 1731 și 1741. Dacă în timpul primei răscoale, itelmenii au folosit arme din piatră, fiind complet nepregătiți și neechipați pentru înfruntarea cu rușii, în timpul celei de-a doua rebeliuni au folosit armele de foc. Rușii au trebuit să înfrângă o rezistență mult mai puternică din partea koriakilor înarmați cu arcuri și arme de foc în timpul campaniilor de subjugare a acestora din urmă din 1745-1756. Cazacii ruși s-au confruntat cu o rezistență acerbă atunci când au încercat să îi distrugă toate satele populației ciukci în campaniile din 1729, 1730–1731 și 1744–1747, care astăzi sunt calificate ca genocid. În fața rezistenții ciukcilor, rușii au fost nevoiți în cele din urmă să renunțe la acțiunile lor. După o primă înfrângere în fața luptătorilor ciukci în 1729, comandantul rus, maiorul  Pavluțki a ordonat masacrarea populației necombatante și înrobirea femeilor și copiilor ciukci în 1730-1731, dar cruzimea rușilor nu a făcut decât să îi facă pe băștinași să lupte și mai aprig.
Elisabeta a Rusiei a ordonat în 1742 genocidul împotriva triburilor ciukci și koraki, acțiune care avea ca obiectiv expulzarea lor de pe pământurile strămoșești și anihilarea culturii lor. Ordinul imperial prevedea ca băștinașii să fie „complet exterminați”. Pavluțki a declanșat în acest scop acțiuni militare în 1744–1747, în care i-a comandat pe cazaci care, „cu ajutorul Dumnezeului Atotputernic și spre norocul înălțimii ei imperiale”, să îi masacreze pe bărbații ciukci și să le înrobească femeile ca pradă de război.  Chukchi bărbați și înrobi femeile și copiii lor ca pradă. În ciuda violențelor atacurilor, ciukci i-au forțat pe ruși să renunțe la campaniile militare. În plus, comandantul rus Pavluțki a fost ucis de ciukci, iar capul lui a fost păstrat trofeu de război.
Rușii au declanșat războaie și au efectuat masacre împotriva korakilor în 1744 și 1753–1754. După ce rușii au încercat să îi forțeze pe băștinași să se convertească la creștinism, mai popoare din Siberia precum korakii, ciukcii, itelmenii și iukagirii s-au aliat ca să lupte pentru alungarea rușilor din teritoriile lor. Acțiunile lor au culminat cu asaltul asupra fortului Nijnikamciatsk din 1746. Populația Kaciatkăi este în zilele noastre în proporție covârșitoare de origine etnică și de cultură europeană, doar 2,5% dintre locuitorii zonei fiind băștinași, adică aproximativ 10.000 fată de o populație originală de 150.000 de locuitori. S-a ajuns la un asemenea rezultat datorită masacrării populației locale de itelmeni și koriaki de către cazaci în primele decenii după anexarea teritoriului în 1697. Pe lângă genocidului împotriva populației locale, cazacii au distrus și fauna regiunii prin vânarea excesivă a animalelor de blană. De-a lungul secolelor al XVIII-lea și al XIX-lea, 90% din kamceadali și 50% dintre mansi (voguli) au fost uciși, iar uciderea rapidă a unui mare număr de locuitori indigeni a dus la dispariția completă a unor întregi grupuri etnice. În 1882, Nikolai Iadrințev a putut aminti de  12 astfel de triburi exterminate, dar al căror amintire mai dănuia încă.
Istoricul James Forsyth notează că bărbații din Insulele Aleutine, au fost forțați în primii 20 de ani în care regiunea a fost controlată de Imperiul Rus să vâneze pentru ruși, în vreme ce femeile și copii lor erau ținuți ca ostatici ca garanție . 
„Oblastniki” ruși (susținătorii mișcării pentru autonomia Siberiei, Sibirskoe oblastnicestvo) din Siberia secolului al XIX-lea  au recunoscut că populația băștinașă a fost supusă unei exploatări extrem de violente și au afirmat că ei ar putea corecta această situație prin propunerile lor de politici regionale.
Colonizarea Siberiei de către ruși și supunerea popoarelor indigene a fost comparată cu colonizarea europeană a Americii, iar rezultatele au fost similare – genocidul împotriva populației locale și  ocuparea abuzivă a pământurilor lor.
Rușii de origine slavă depășesc numeric toate popoarele băștinașe din Siberia, inclusiv în orașe, (cu excepția Republicii Tuva). Rușii sunt majoritari în Buriatia și Altai. În Buriatia, băștinașii formează mai puțin de 30% din populația locală, iar în Altai aproximativ o treime. Ciukci, evenki, hanti, mansi și neneții reprezintă în jur de 10% din populația regiunilor lor. Populația băștinașă a fost supusă politicilor țariste și sovietice prin care s-a încercat schimbarea modului lor tradițional de trai, modificare care a fost considerată în beneficiul micilor națiuni din regiune. În perioada țaristă, turmele de reni au fost confiscate localnicilor și trecute în proprietatea aventurierilor și negustorilor ruși mai bogați. În perioada stalinistă și postbelică, colectivizarea forțată și consolidarea așezărilor urbane au făcut ca gestionarea fondului de vânătoare și pescuit să treacă în mâinile birocrației locale sovietice. Rezultatele au fost covârșitoare pentru membri populațiilor nordice care trăiseră secole la rând din creșterea renilor, pescuit și vânătoare. S-a ajuns în situația în care turmele de reni să fie distruse prin exploatare excesivă, iar deprinderile de vânătoare și pescuit să fie pierdute, nemaifiind transmise noilor generații.
Poporul ainu consideră că ei sunt unicii nativi ai Insulelor Kurile și că atât rușii cât și japonezii sunt invadatori. În 2004, mica comunitate ainu care locuiește în Kamceatka Krai a scris o scrisoare către Vladimir Putin, îndemnându-l să ia în considerație drepturile populației autohtone, ceea ar duce la rezolvarea disputei teritoriale pe care Rusia o are cu Japonia asupra Insulelor Kurilelor de Sud („Disputa teritoriilor de nord”) . În scrisoare, ei i-au învinuit atât pe japonezi, cât și pe rușii țariști și sovietele pentru crimele împotriva populației ainu precum uciderea sau asimilarea și pretindeau să fie recunoscut genocidul japonez împotriva populației ainu, cereri respinse de Putin.